# Philip Catherine
Philip Catherine (ur. 27 października 1942 w Londynie) – belgijski gitarzysta jazzowy.
Urodził się w Londynie; jego matka była Angielką, ojciec Belgiem. Philip nie był jedynym znanym muzykiem w rodzinie; jego dziadek był pierwszym skrzypkiem w London Symphony Orchestra. Catherine grą na gitarze zainteresował się po usłyszeniu Georges’a Brassensa. Szybko poznał muzykę wielu ówczesnych muzyków jazzowych. Pozostawał pod dużym wpływem gitarzysty Django Reinhardta.
Zawodowe granie rozpoczął już na początku lat 60. XX wieku, kiedy wraz z Lou Bennettem, Dexterem Gordonem i Stephane Grappellim wyruszył na swoje pierwsze tournée. Później został członkiem kwintetu Jean-Luca Ponty’ego, z Joachimem Kühnem na fortepianie. Było to wkrótce po nagraniu debiutanckiego albumu Stream, którego producentem był francuski gitarzysta i piosenkarz Sacha Distel.
Rok później, podczas pobytu w Bostonie, poznał Johna Scofielda, Rana Blake’a, George’a Bensona i in. W 1977 Catherine zastąpił Jana Akkermana w holenderskiej grupie rockowej Focus. Nagrał z nimi album Focus Con Proby, który powstał we współpracy z amerykańskim wokalistą P.J. Probym.
Catherine został zauważony przez Charlesa Mingusa, który określił go mianem "młodego Django" (young Django), co pomogło mu w rozwoju kariery.
Następnie występował w wielu zespołach prowadzonych przez tak znanych i wybitnych muzyków jak: Chet Baker, Gerry Brown, Larry Coryell, Dexter Gordon, Stéphane Grappelli, John Lee, Charlie Mariano, Jasper van ’t Hof, Charles Mingus, Alphonse Mouzon, Niels-Henning Ørsted Pedersen oraz Miroslav Vitouš.
Philip Catherine otrzymał wiele nagród muzycznych w kategorii muzyków jazzowych. Gdy w 1995 w Belgii po raz pierwszy przyznano nagrodę imienia Django Reinhardta, to właśnie Catherine otrzymał „Django d’Or” (Złotego Django), dla muzyka posługującego się językiem francuskim (drugim nagrodzonym był flamandzki trębacz Marc Godfroid).
Mimo swojego wieku nadal bierze czynny udział w belgijskim życiu muzycznym.

## Dyskografia
- Stream, 1970/1971
- September Man, 1974
- Transitory, 1974 (jako członek Pork Pie)
- Guitars, 1975
- The Door Is Open, 1976 (jako członek Pork Pie)
- Springfever, 1976 (na LP Joachima Kühna)
- Twin-House, 1977 (z Larrym Coryellem)
- Splendid, 1978 (z Larrym Coryellem)
- Focus Con Proby, 1978 (jako członek Focus)
- Babel, 1980
- End of August, 1982
- Transparence, 1986
- September Sky, 1988
- Oscar, 1988
- I Remember You, 1990
- Moods, Vol. 1, 1992
- Moods, Vol. 2, 1992
- Operanoïa, 1996 (jako członek Pork Pie)
- Philip Catherine „live”, 1997
- Guitar Groove, 1998
- Blue Prince, 2000
- Summer Night, 2002
- Meeting Colours, 2005 (z Bert Joris & Brussels Jazz Orchestra)
- The Great Concert – Charlie Mariano with Philip Catherine and Jasper van ’t Hof, 2009